# Отмарсюм
Отмарсюм (нід. Ootmarsum) — місто в нідерландській провінції Оверейсел. Входить до муніципалітету Дінкелланд. Його населення станом на 2020 рік складало 4460 осіб.
До 2001 року мало статус окремого муніципалітету.

## Галерея

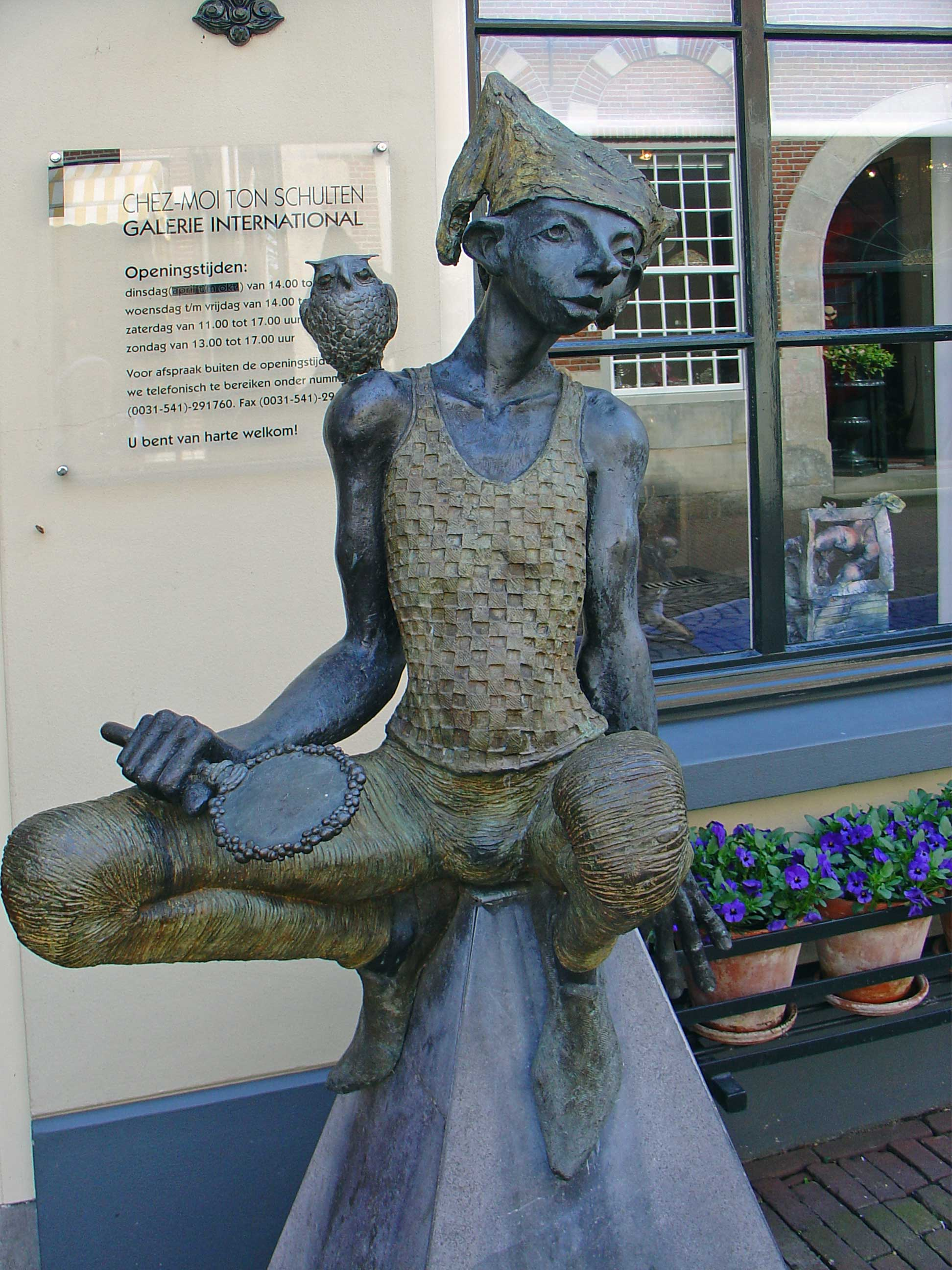
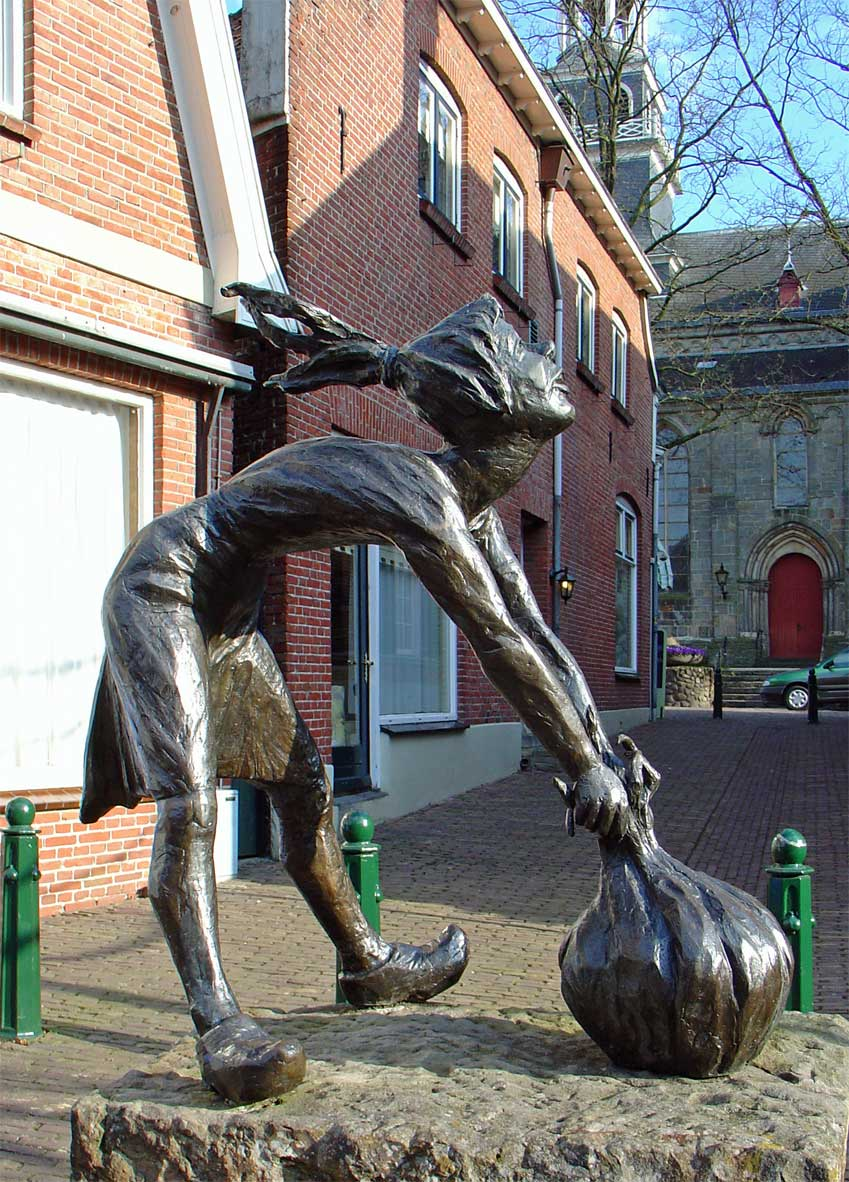
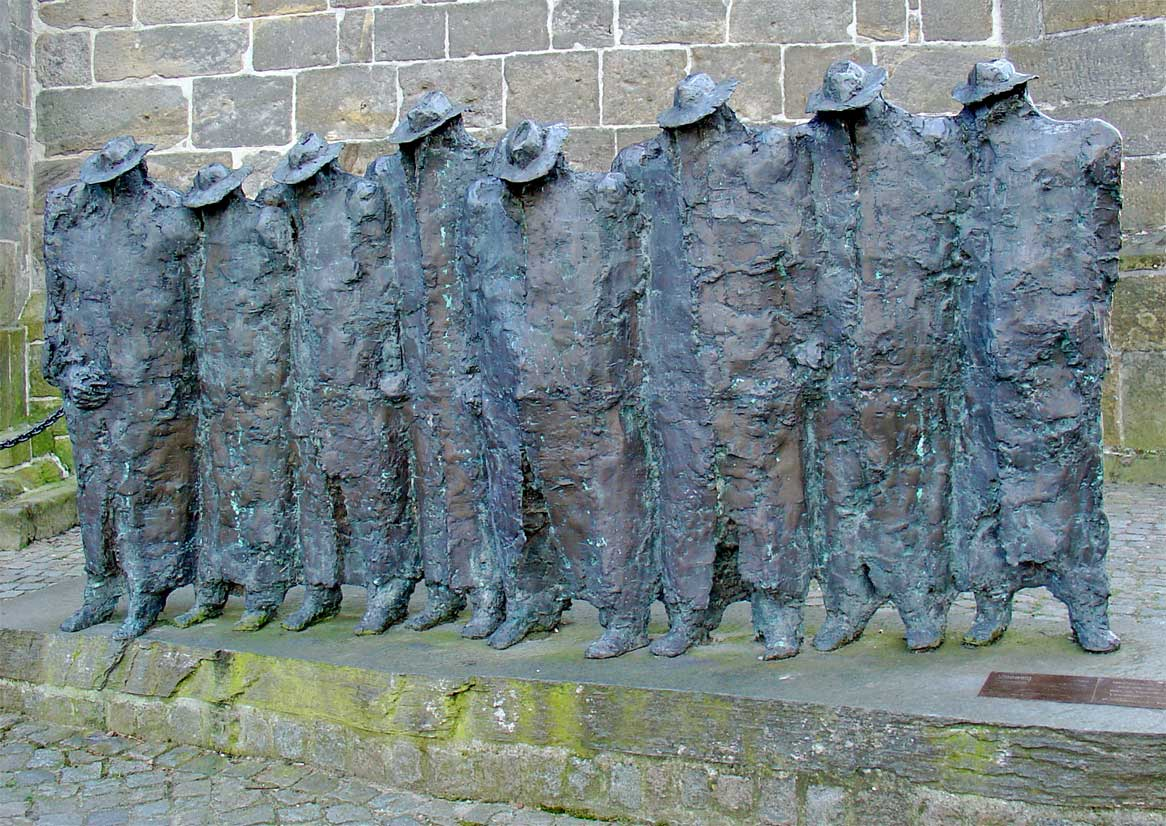